# 陈国鹰 (1957年)
陈国鹰（1957年5月—），男，湖南祁东人，中华人民共和国政治人物。

## 生平
1988年加入中国共产党。历任河北工学院教师、教务处副处长、院长助理，河北工业大学校长助理、副校长；河北省教委副主任、省教育厅副厅长，省信息产业厅厅长等职。2008年1月任中共唐山市委副书记、市长候选人，2月任代市长，3月正式当选。2013年3月任河北省环境保护厅厅长，2017年9月被免去河北省环境保护厅厅长的职务。